# فتح مسیحی چین
فتح مسیحی چین کتابی است که در سال ۱۹۲۲ هم‌زمان به دو زبان انگلیسی و چینی منتشر شد و به‌خاطر نام حسّاسیت‌برانگیزش، به جنبش‌های ضدّمسیحی چین در اوایل دههٔ ۱۹۲۰ دامن زد.